# Gustav Haas (Politiker, 1886)

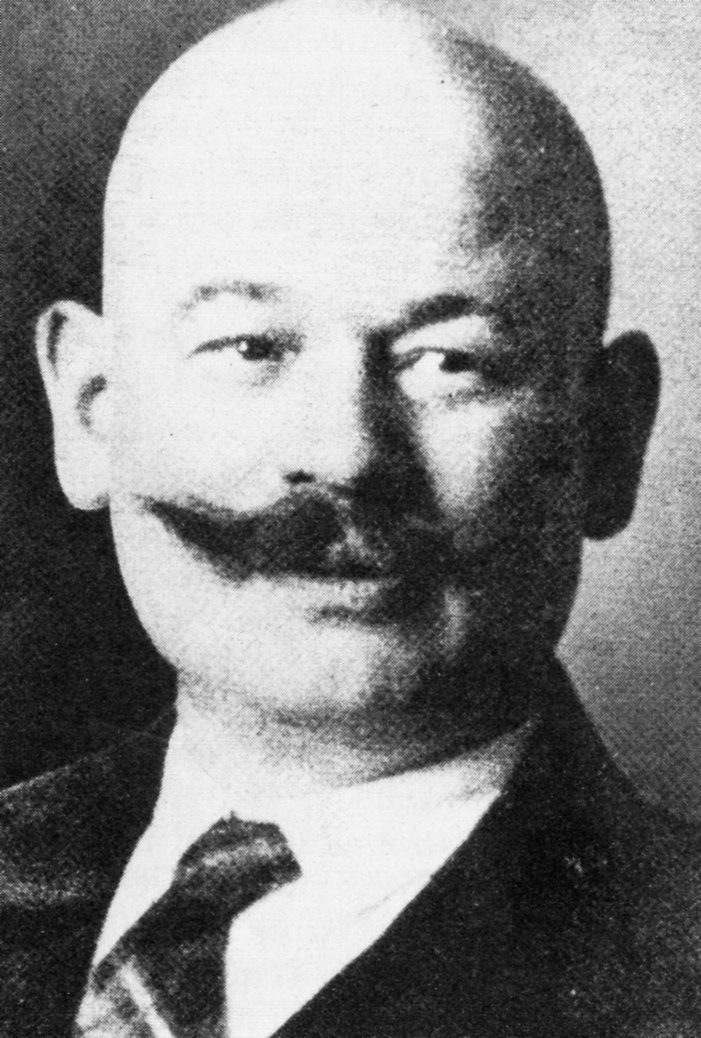
Gustav Haas um 1925

Gustav Haas (* 7. Februar 1886 in Waldbröl; † 13. Oktober 1933 in Osnabrück) war ein Gewerkschaftssekretär in Osnabrück.

## Leben
Der gelernte Schlosser Haas war eine der führenden Persönlichkeiten der Osnabrücker Gewerkschaftsbewegung. Er stammte aus einer Arbeiterfamilie im oberbergischen Waldbröl. 1919 wurde er Sekretär des Deutschen Metallarbeiterverbandes (DMV) als Stellvertreter des ersten Bevollmächtigten Heinrich Groos. „Wie die Mehrheit der DMV-Funktionsträger ist Haas schön früh erklärter Kriegsgegner und gehört auch deshalb zur Unabhängigen Sozialdemokratischen Partei (USPD). Jene ist reichsweit 1917 aufgrund des kriegsbefürwortenden Kurses der Mehrheits-Sozialdemokratie (MSPD) aus der ehemals gemeinsamen Partei hinausgedrängt worden.“ 1923 wurde Gustav Haas erster Bevollmächtigter seiner Gewerkschaft. Sein Vorgänger Heinrich Groos war Leiter des örtlichen Arbeitsamtes geworden.
In den Folgejahren errang er politische Mandate. 1927 wurde er Bürgervorsteher, also Mitglied des Osnabrücker Stadtrats. In der SPD-Fraktion, er war inzwischen der SPD beigetreten, fungierte er danach als „Stellvertretender Wortführer“. 1929 wurde Haas für seine Partei in den Hannoverschen Provinziallandtag gewählt. In den Jahren 1930/31 bemühte er sich im Rahmen der gewerkschaftlichen Winterhilfe um die Arbeitslosen und erreichte nach langwierigen Verhandlungen mit dem Osnabrücker Magistrat Beihilfen für die Winterfeuerung und die Ausgabe billiger warmer Mahlzeiten. Nach der nationalsozialistischen „Machtergreifung“ wurde er mehrfach verhaftet und misshandelt und schließlich aller Ämter enthoben. Am 2. Mai 1933 wurde Haas, mit zahlreichen Genossinnen und Genossen im Inneren des Gewerkschaftshauses am Kollegienwall zusammengetrieben. „Es ist der Tag nach jenem ‚Nationalen Tag der Arbeit‘, mit dessen Symbolkraft die Nazis um die Sympathie der Arbeiterschaft buhlen. Mit einem Schmähschild um den Hals werden am Tage darauf Haas wie die anderen Verhafteten durch die Stadt getrieben und geprügelt.“ Er starb 1933 an den Folgen der Haft. 

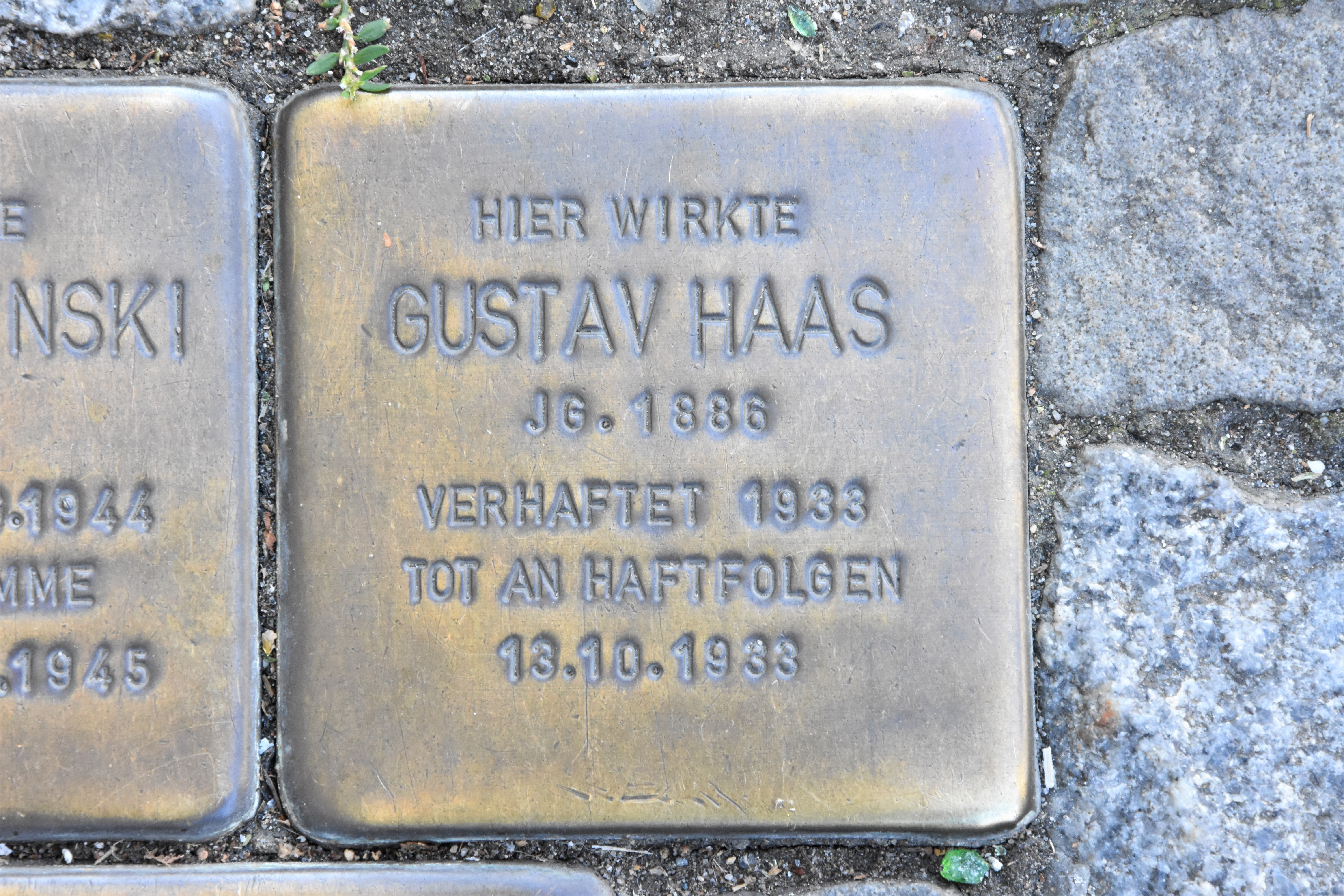
Stolperstein für Gustav Haas am Kollegienwall

Nach ihm wurde die Straße „Gustav-Haas-Hof“ in Osnabrück benannt. Sein Sohn war Walter Haas (1920–1996), jahrzehntelang bis 1986 SPD-Fraktionsvorsitzender im Osnabrücker Stadtrat und langjährig Landtags-Vizepräsident.